# Bałka (obwód odeski)
Bałka (ukr. Балка, ros. Балка) – wieś na Ukrainie, w obwodzie odeskim, w rejonie odeskim.